# Dubiepeira amablemaria
Dubiepeira amablemaria är en spindelart som beskrevs av Levi 1991. Dubiepeira amablemaria ingår i släktet Dubiepeira och familjen hjulspindlar.
Artens utbredningsområde är Peru. Inga underarter finns listade i Catalogue of Life.